# 인구리강

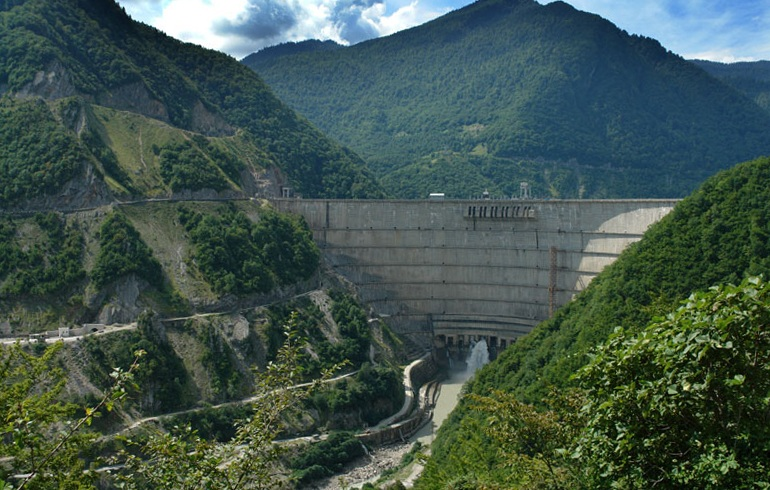
인구리 댐의 모습

인구리강(조지아어: ენგური, Enguri; 압하스어: Егры, Egry)은 조지아 서부에 있는 강이다. 213 km이며 스바네티 지역으로 통하는 강이다. 이 지역에서는 가장 주요한 수원의 역할을 한다.
코카서스고원에서 발원하여 조지아에서 가장 높은 산인 쉬카라산 근처를 통하며 협곡지대를 거쳐 남서쪽으로 흘러간다.
조지아-압하스 분쟁(1992~1993)으로 양측 군대가 인구리강에서 접전을 치렀으며 러시아는 평화유지군을 파견했다. 강을 연결하는 것은 870 m 길이의 인구리강 다리 하나뿐이며 독일이 1944년~1948년에 건설한 것이다.
조지아 에너지 생산에서 상당한 역할을 하며 1988년 인구리 댐이 240 m 높이로 생겨났다. 코카서스 지방에서는 가장 대규모의 건설 공사였다. 110만 kw의 전력을 생산하며 지하수 작업도 매년 대용량으로 이뤄진다. 국가 전체규모로는 40 %에 해당한다. 최대용량은 1,300 메가와트다.